# Маликова, Екатерина Геннадьевна
Екатери́на Генна́дьевна Ма́ликова (род. 5 марта 1982, Коломна, Московская область, РСФСР, СССР) — российская актриса театра и кино, модель.

## Биография
Екатерина Маликова родилась 5 марта 1982 года в городе Коломне Московской области. Отец — Геннадий Маликов, является кандидатом филологических наук. Мать — Наталия Маликова, работала инженером в конструкторском бюро.
В 1999 году, сразу после окончания средней школы, поступила на учёбу в «Московский дом моды Вячеслава Зайцева». Работала моделью, в данном направлении достигла значительных успехов. В 2000 году вышла в финал престижного международного конкурса моделей «New Model Today», работала в Милане, Париже и Токио.
В 2003 году поступила в Школу-студию МХАТ на актёрский факультет к мастерам Роману Козаку и Дмитрию Брусникину. По окончании института, в 2007 году, была приглашена в труппу театра «Сатирикон» имени Аркадия Райкина (г. Москва).

### Личная жизнь
- Была замужем. Первый муж владел сетью магазинов меховых изделий. Детей в браке не было.
- Состояла в отношениях с бизнесменом Александром Малисом[2].

### Актёрская карьера

#### В театре
С 2007 по 2012 годы актриса служила в театре «Сатирикон» имени Аркадия Райкина (г. Москва).

#### В полнометражном кино
Будучи студенткой первого курса Школы-студии МХАТ, Екатерина Маликова дебютировала на большом экране в роли стюардессы в российском блокбастере «Ночной дозор» (2004) режиссёра Тимура Бекмамбетова.
Первой главной ролью Маликовой стала роль девушки-модели Ольги Костровой в комедии режиссёра Александра Стриженова «От 180 и выше» (2005).
Вышедший в 2007 году на российские экраны и сразу ставший кассовым боевик «Бой с тенью 2: Реванш » режиссёра Антона Мегердичева, где Екатерина сыграла роль второго плана, сделал её узнаваемой актрисой. Роль спортивного адвоката Джулии, решившейся пожертвовать своей карьерой и своей свободой ради того, чтобы спасти от гибели любимого мужчину, была хорошо принята критиками и зрителями и принесла Маликовой приглашения на телевидение и в репертуарный театр. В фильме также снялись такие актёры, как Андрей Панин, Денис Никифоров, Михаил Горевой, Елена Панова и другие.
В 2009 году Екатерина дебютировала в итальянском кино, в комедии под названием «Итальянцы» («Itallians») режиссёра Джованни Веронези, где её напарником был известный итальянский комик Карло Вердоне.
В этом же году она играет главную роль в российском артхаусном триллере режиссёра Антона Азарова «Тот, кто рядом» (2009), представая перед зрителем в образе хрупкой уязвимой девушки Елены Сазоновой, которая, запутавшись в своих чувствах, влюбляется в преследующего её маньяка.
В 2011 году на экраны выходит артхаусная драма-фэнтези «Ушёл и не вернулся» режиссёра Валерия Пендраковского, где Екатерина исполняет роль Ангелины — идеального женского образа, возникающего в сознании главного героя, находящегося в состоянии комы.
В 2011 году состоялась премьера российско-американского фильма «Ты и я» («You and I») знаменитого британского режиссёра Ролана Жоффе, в котором партнёрами Маликовой (роль Марины) стали молодые американские звёзды Миша Бартон и Антон Ельчин.
В 2012 году Екатерина снялась в турецкой артхаусной драме «Прощай, Катя!» («Elveda Katya») режиссёра Ахмета Сенмеза, где сыграла роль Светланы — женщины, которая не решается признаться своей дочери в том, что бросила её ещё в младенчестве.
В 2013 году актриса приняла участие в съёмках блокбастера «22 минуты» (2014) режиссёра Василия Серикова об освобождении захваченного пиратами газового танкера, исполнив роль представителя газовой компании Ольги Гуровой. Фильм основан на реальных событиях. Вместе с Екатериной в картине снялись такие российские актёры как Виктор Сухоруков, Денис Никифоров и Александр Галибин.
В 2013 году Екатерина снялась в роли модели Катерины в интеллектуальной комедии режиссёра Сергея Ольденбург-Свинцова под названием «Секс, кофе, сигареты». В картине также приняли участие Жерар Депардьё, Антон Шагин, Константин Крюков, Полина Агуреева, Анна Старшенбаум, Роман Виктюк, Михаил Евланов, Алиса Гребенщикова, Екатерина Волкова, Анна Чиповская и другие актёры.

#### На телевидении
Наряду с фильмами для кинопроката, Екатерина много снимается для телевидения. Яркими и запоминающимися ролями актрисы стали роли жестокой убийцы Эллы в телефильме «Ледяная страсть» (2007) режиссёра Владимира Чубрикова и польки Эльжбетты в военном телефильме «Застава Жилина» (2009) режиссёра Василия Пичула. Настоящий польский акцент Маликова ставила, слушая по несколько часов в день диктофон с записанными на чистом польском языке репликами своей героини.
В 2013 году Маликова снялась во 2-м сезоне рейтингового телесериала «Карпов», где сыграла роль шеф-повара ресторана Елены.
Яркой комедийной ролью стала для Екатерины роль Натали Демидовой в семейной скетч-комедии под названием «Семья 3D» (2014) режиссёра Ильи Аксёнова (телеканал «СТС»). Также в картине снялись Игорь Верник, Анастасия Заворотнюк и Алексей Маклаков.

## Творчество

### Роли в театре

#### Театр «Сатирикон» имени Аркадия Райкина
- 2008 — «Синее чудовище» (цирк) по одноимённой сказке Карло Гоцци. Режиссёр: Константин Райкин. Премьера спектакля состоялась 12 сентября 2008 года — царица Гулинди (в спектакле актриса без страховки исполняла цирковой номер на канате)[6].
- 2010 — «Деньги» (криминальная сказка) по пьесе А. Н. Островского «Не было ни гроша, да вдруг алтын». Режиссёр: Константин Райкин. Премьера спектакля состоялась 23 апреля 2010 года — Лариса Епишкина, дочь купца Истукария Лупыча и его жены Фетиньи Мироновны.
- 2012 — «Умереть от любви» («Ромео и Джульетта») по одноимённой пьесе Уильяма Шекспира. Режиссёр: Константин Райкин. Премьера спектакля состоялась 13 октября 2012 года — леди Капулетти[7].

### Фильмография
1. 2004 — Ночной дозор — стюардесса
2. 2005 — От 180 и выше — Ольга Кострова, модель
3. 2005 — Рекламная пауза — Маша, фотомодель
4. 2005 — Слепой 2 (фильм № 2 «Бриллиант для слепого») — Роза, любовница Тихона
5. 2006 — Я остаюсь — Ляля, подруга Глеба Шахова
6. 2006 — Ненасытные — Бьянка
7. 2006 — Любовники — Римма
8. 2006 — Кромъ — девушка «Смерть»
9. 2006 — Евлампия Романова. Следствие ведёт дилетант (фильм № 7 «Канкан на поминках») — Федора
10. 2007 — Бой с тенью. Реванш — Джулия, спортивный адвокат, заместитель Майкла
11. 2007 — Враг номер один — Анжелика
12. 2007 — Ледяная страсть — Элла Анатольевна Кравец[3]
13. 2007 — Я — сыщик (фильм № 4 «Чисто сибирское убийство») — Лиза
14. 2007 — Срочно в номер (фильм № 9 «Большие ставки») — Татьяна Паволина
15. 2007 — Майор Ветров — Вика, журналист
16. 2008 — Застава Жилина — Эльжбетта Леховна Поплавская, полька (главная роль)[4]
17. 2008 — Улыбка Бога, или Чисто одесская история — Джессика, девушка Алена Ольшанского (эпизоды с участием актрисы из фильма вырезаны)
18. 2008 — Тариф «Новогодний» — Маша, подруга Вадима
19. 2008 — Мент в законе (фильм № 3 «Удавка для опера») — Вероника
20. 2009 — Пистолет Страдивари — Елена (главная роль)
21. 2009 — Итальянцы (Италия) — проститутка-госпожа (Master & Commander (second segment) - www.imdb.com)
22. 2009 — Тот, кто рядом — Елена Сазонова (главная роль)
23. 2009 — Ещё один шанс — Вера, сестра Полины
24. 2009 — Барвиха — Ульяна Владимировна Комарова, преподаватель танцев
25. 2009 — Колдовская любовь 2. Легенды колдовской любви — Юлия
26. 2009 — Хранитель (серии № 5-8) — Жанна, модель, любовница Андрея
27. 2010 — Аманда О — лже-Аманда
28. 2010 — Последняя минута (фильм № 1 «Вне игры») — Лариса
29. 2010 — Богини правосудия — Зоя Дергач (главная роль)
30. 2010 — Дело Крапивиных (фильм № 5 «Скачки с препятствиями») — жена Салимова
31. 2010 — Индус — Лила Дивекар, чиновник Министерства здравоохранения Индии, любовница Леонида
32. 2010 — Любовь-морковь 3 — Маша, секретарь
33. 2011 — Ушёл и не вернулся — Ангелина
34. 2011 — Купидон — Арина Бакунина
35. 2011 — Моя вторая половинка — Марина, руководитель креативного отдела (главная роль)[8]
36. 2011 — Товарищи-полицейские (фильм № 12 «Оперативный эксперимент „Инквизиторы“») — жена Павлова
37. 2011 — Ты и я — Марина
38. 2011 — Фарфоровая свадьба — Елена Николаева, хирург, любовница Максимова (главная роль)
39. 2012 — Гром — Елена Касаткина, бухгалтер, любовница Савельева
40. 2012 — Прощай, Катя! (Турция) — Светлана
41. 2013 — 22 минуты — Ольга Гурова, представитель газовой компании
42. 2013 — До смерти красива — Екатерина Одинцова, адвокат
43. 2013 — Здрасьте, я ваш папа! — Лидия
44. 2013 — Карпов 2 — Елена, шеф-повар ресторана
45. 2013 — Секс, кофе, сигареты (новелла «Передачка») — Катерина, модель
46. 2013 — Танкисты своих не бросают — Дарья, вторая жена Росмана
47. 2013 — Мама-детектив — Вера Алексеевна Колосова, следователь ГУВД города Москвы[9]
48. 2014 — Женщины на грани (серия № 23 «Особые отношения») — Екатерина Свергун, жена Валентина (младшего брата Зои), тётя Анны[10]
49. 2014 — Мужские каникулы — Анна, жена Юрия (главная роль)
50. 2014 — Семья 3D — Натали Демидова, домохозяйка, жена Артёма, мать Никиты и Кэти[5]
51. 2015 — Гастролёры — Анна Латис, продюсер
52. 2015 — Граница времени — Анна Станиславовна Павлова, полковник, начальник территориального сектора «Границы времени» (главная роль)
53. 2015 — Избранница (Украина) — Любава Большова, психолог, дочь Элеоноры
54. 2016 — Куба (серии № 13-14) — Татьяна Михайловна Сергиенкова, жена/вдова убитого помощника мэра Бориса Сергиенкова
55. 2016 — Ищейка (серия № 12) — Роза, вторая жена Романа Кислицина
56. 2016 — Срочно выйду замуж — Алла Подольская, сестра Евгении Крапивиной
57. 2017 — Секретарша (серия № 6) — Инга, жена нового начальника Следственного комитета Василия Громика
58. 2018 — Коп — Маргарита Игоревна Полякова
59. 2019 — Вскрытие покажет (Украина) — Инга Викторовна Вилкас, судмедэксперт (главная роль)
60. 2019 — В клетке — Вера, любовница Александра Евдокимова («Дока»)
61. 2019 — Любовницы — Регина
62. 2019 — Волшебник — покупательница в магазине музыкальных инструментов, мать мальчика Дениса
63. 2021 — Крюк — Наташа, спортивный агент
64. 2023 — Первокурсницы  — Вика (преподаватель)

### Видеоклипы
Екатерина Маликова снялась в видеоклипе: 
- на композицию «Love Is Blindness» американского рок-музыканта Джека Уайта (кавер-версия на песню группы «U2»)[11].

## Признание

### Общественные награды
- 2007 — лауреат российской театральной премии «Золотой лист» в номинации «Лучший актёрский ансамбль» — за роль в дипломном спектакле «Пьеса без названия» («Платонов») режиссёров Дмитрия Брусникина и Бориса Дьяченко по одноимённой пьесе А. П. Чехова на сцене Школы-студии МХАТ[1][12].